# 가리유시 클럽

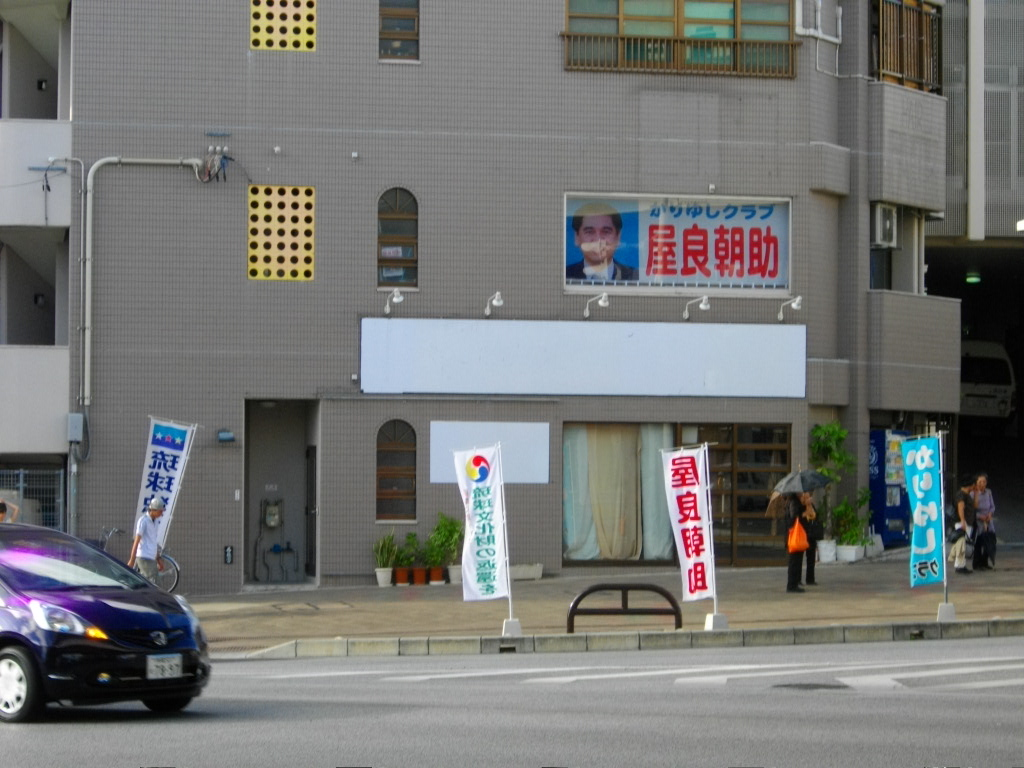
가리유시 클럽 중앙당

가리유시 클럽(일본어: かりゆしクラブ)은 1970년 7월에 창당된 일본의 정당이다. 일본제국의 무력 점령으로 합병되어버린 옛 류큐국을 류큐 공화국으로 명실상부한 완전 독립을 추구하고 있으며, 구 당명은 류큐 독립당(琉球獨立黨)이다. '가리유시'(かりゆし)는 오키나와어로 행복, 자연과의 조화를 뜻한다.
당수는 야라 조스케(屋良朝助)이며 2006년 11월 19일 오키나와에서 시행된 오키나와현 지사 선거에 출마하였으나 6220표(득표율 0.93%)밖에 얻지 못하여 낙선하였다.

## 같이 보기
- 류큐 민족
- 류큐 독립운동
- 류큐국
- 류큐 열도 미국 민정부
- 류큐 반환